# (32443) 2000 RD101
2000 RD101 (asteroide 32443) é um asteroide da cintura principal. Possui uma excentricidade de 0.13628010 e uma inclinação de 15.31511º.
Este asteroide foi descoberto no dia 5 de setembro de 2000 por LONEOS em Anderson Mesa.